# Saint-Remy, Haute-Saône
Saint-Remy là một xã ở tỉnh Haute-Saône trong vùng Franche-Comté phía đông nước Pháp.